# Нептун (бассейн, Мариуполь)

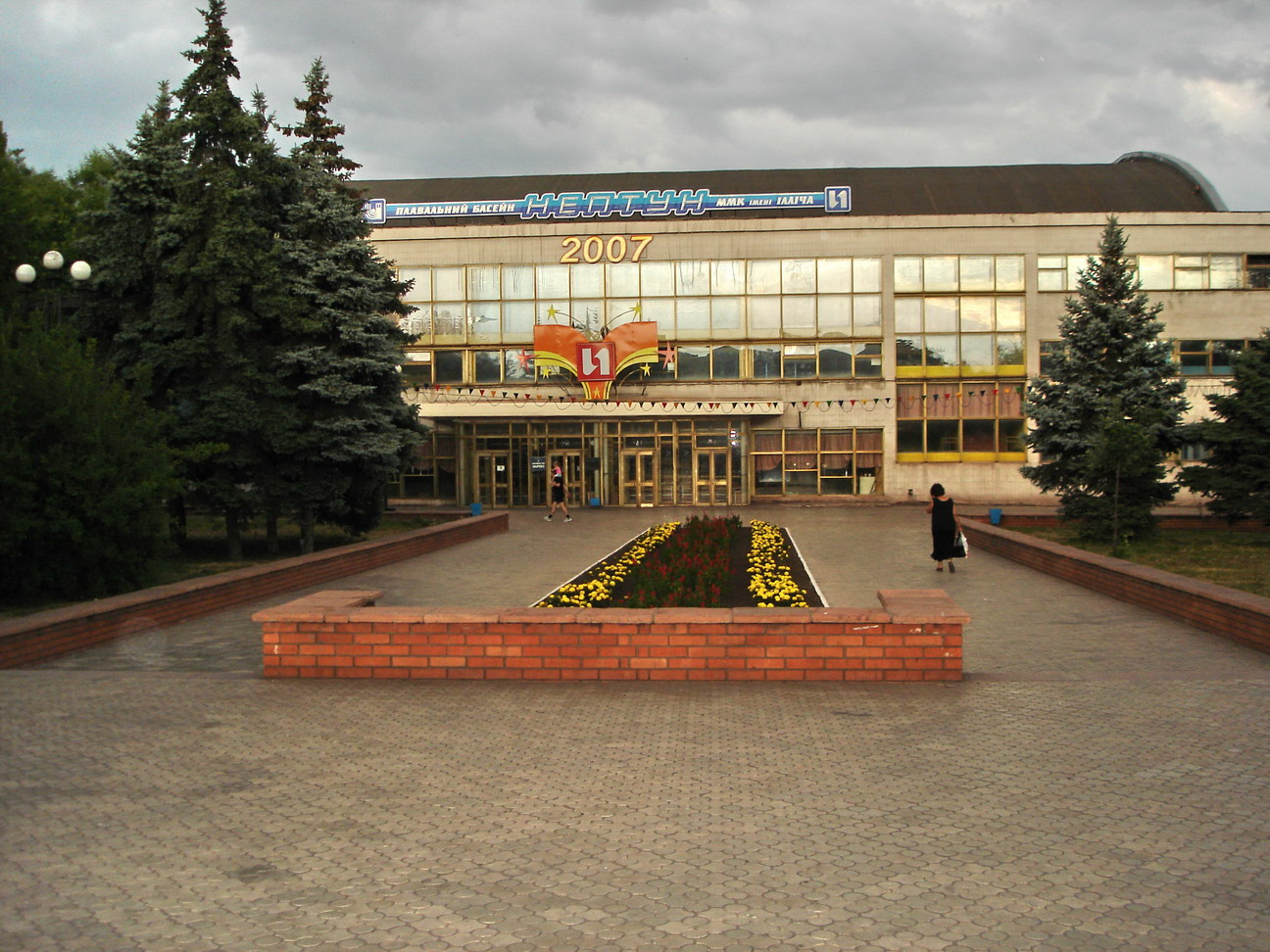
Плавательный бассейн «Нептун»

«Нептун» (Мариуполь) — крытый спортивный плавательный бассейн, размер чаши 50 Х 21 метров. Построен в 1970 году. Тренировочная база многократного чемпиона Украины по водному поло команды «Ильичёвец», а также место проведения матчей чемпионата Украины по водному поло. Арендуется ПАО ММК им. Ильича.
Также бассейн является базовым для ДЮСШ № 1, где тренируются молодые ватерполисты, прыгуны в воду, пловцы. В 2008 году был проведён восстановительный ремонт, после чего плавбассейн стал одним из лучших на Украине.
Разбомблен вторгшимися российскими войсками в марте 2022 года.